# Em là... phụ nữ
Dok Ruk Rim Tang (tên tiếng Thái: ดอกรักริมทาง, tên tiếng Việt: Em là phụ nữ) là bộ phim truyền hình Thái Lan phát sóng vào năm 2010 và chiếu trên đài Channel 5 (CH5). Phim với sự tham gia của Sukrit Wisedkaew và Wannarot Sonthichai.

## Nội dung
Anut Patthanapridi (Vill) được gọi về Thái Lan để mở di chúc do bố cô Anop Patthanapridi qua đời đột ngột. Trong khi đó Jittari (Pei) – vợ bé của Anop lại mau chóng tiến hành đám tang. Anut từng nghe nói bố sẽ cho cô thừa hưởng căn nhà, nhưng Jittari lại rao bán nhà trong khi di chúc chưa được mở. Không những vậy, Jittari còn nói với Anut là bố cô trao Hang Tủ, con chó cưng của cô làm tài sản cuối cùng cho cô. Anut cảm thấy có điều gì đó bất bình thường nên viện lý do xin được ở lại nhà một đêm mục đích là để điều tra. Trong khi Anut vào phòng vẽ tranh của bố để tìm hiểu thì cô bị đánh cho ngất xỉu.
Anut tỉnh dậy thì thấy mình đang bị Sitsak (New), kẻ thân tín của Jittari đưa ra ngoại thành để làm hại. Cô liền kiếm đường thoát và giả trang thành đàn ông quay lại Bangkok. Khi về đến nhà cô mới biết là Jittari đã bán nhà cho người khác. Người này chính là Pathawi (Bie) nhiếp ảnh gia trẻ tuổi và nổi tiếng. Anut liền tự xưng mình tên là Ood, từng ở đây và muốn tiếp tục ở lại. Pathawi thấy Thinkorn – trợ lý của mình gặp tai nạn không thể đi làm trong nhiều tháng nên quyết định nhận cô vào làm. Jenjira (Fang) bạn gái của Pathawi vốn là ngôi sao sexy nổi tiếng - không vừa lòng khi thấy Pathawi thân thiết với Ood. Cô ta liền hối thúc Pathawi kết hôn.
Tình cảm của Pathawi dành cho Ood ngày càng sâu đậm, anh hoảng sợ và rối bời vì cứ nghĩ rằng mình đã trở thành gay khi đi yêu một thằng nhóc ở đợ nhà anh. Anh đi khám bệnh ở nhiều nơi đồng thời luôn tìm cách tránh mặt Ood. Từ đây đã xảy ra biết bao nhiêu tình huống dỡ khóc dỡ cười. Dĩ nhiên chuyện gì đến thì phải đến, Pathawi bắt đầu nghi ngờ Ood không phải đàn ông. Khi anh vào phòng vào Ood tìm hiểu thì phát hiện thật ra cô chính là phụ nữ, và việc tìm kiếm bức tranh của cô chính là tìm kiếm di chúc của bố cô để lại.
Pathawi cảm thấy nhẹ nhõm vô cùng, anh bắt đầu cùng hợp sức với Anut và mọi người để tìm ra manh mối của bản di chúc. Pathawi nhớ lại anh từng bảo Thinkorn mang bức tranh Hang Tủ dậm chân trên tờ giấy đóng khung nên anh liên lạc với Thinkorn. Và khi tin đó đến tai Jittari, cô ta liền ra tay cản trở và muốn xử lý Anut nhưng không thành công. Khi Pathawi tháo bức tranh ra thì phát hiện ra rằng Anop bị bắt buộc làm di chúc giả. Sự thật là ông Anop muốn trao tất cả tài sản lại cho Anut.
Tất cả sự thật được phơi bày, Pathawi bán nhà lại cho Anut nhưng không chịu tha thứ vì cô đã lừa anh. Cuối cùng lại là nhiệm vụ của chú chó thông minh - Hang Tủ - phải tìm Pathawi về.

## Diễn viên
- Sukrit Wisedkaew vai Patthavee
- Wannarot Sonthichai vai Anusorn & Ood/Anucha
- Pitchaya Chaowalit vai Janejira
- Jarinporn Joonkiat vai Patcha
- Anuchit Sapanpong vai Thanh
- Panward Hemanee vai Jitree
- Chaiyapol Pupart vai Sithisak
- Alicha Laisuthruklai vai Pavina (chị gái Pathavee)
- Kitthi Chiawongsakul lồng tiếng Hungtu
- Karnjana Jindawat vai Nuanchan (mẹ Pathavee và Pavina)
- Anuwat Niwatawong vai Anop (bố của Anusorn)
- Vichuda Pindum vai trợ lý của Janejira
- Somchai Chatwilai vai Paung (bà của Pathavee và Pavina)
- Chanana Nutakorn vai Phailin
- Songsit Rungnopakunsi vai Winai

## Lưu ý
- Kunya Leenuttapong trước từng đồn đóng với Sukrit Wisedkaew, khi cô đóng MV của anh. Tuy nhiên, cô không tham gia bộ phim vì lý do cá nhân.
- Pitchaya Chaowalit lần đầu đóng vai phản diện.

## Ca khúc nhạc phim
- ให้ฉันได้รู้ที / Hai Chan Dai Roo Tee - Sukrit Wisedkaew
- เผลอรักหมดใจ / Pleur Ruk Mod Jai - Sukrit Wisedkaew